# Рожева пантера (персонаж)

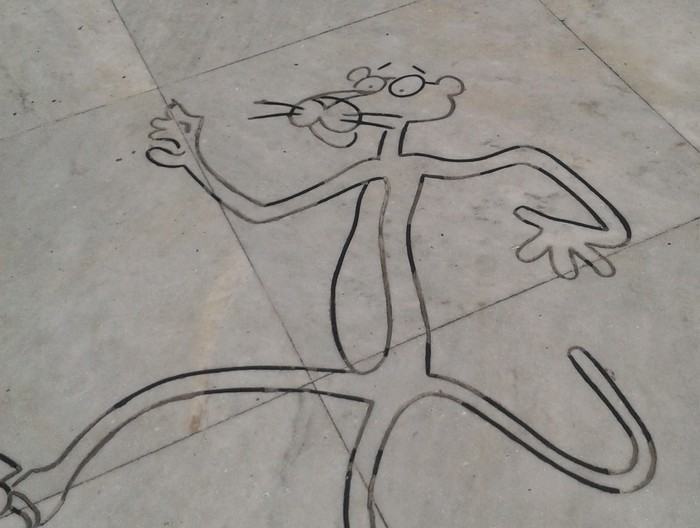
Рожева пантера

Рожева пантера — вигаданий анімаційний персонаж, що вперше з'явився в художньому фільмі 1963 року «Рожева пантера» в початкових і завершальних кадрах і згодом з'являвся в такій же ролі майже в кожному фільмі цієї серії.
Даний персонаж мав настільки великий успіх у глядачів, що вже у 1964 році вийшов перший короткометражний мультфільм про нього, в якому також з'явилась «Людина» — одвічний противник Рожевої пантери, вусатий чоловік маленького зросту з великим носом, який, як вважається, був карикатурою на режисера «Рожевої пантери» Фріза Фрілінга. Згодом вийшло як мінімум 124 короткометражних мультфільму про Рожевої пантери, з яких лише в двох було присутнє голосове озвучування, і кілька мультсеріалів. З 1971 року про персонажа видаються комікси.
Персонаж Рожевої пантери був прихильно прийнятий критиками і визнаний важливою віхою в історії американської та світової анімації: багато сюжетів мультфільмів про нього позначені як творче використання абсурдних і сюрреалістичних тем і візуальних каламбурів з безсловесним стилем пантомім, а сама дія нагадує німі фільми першої половини XX століття з Чарлі Чапліном і Бастером Кітоном.